# Guion técnico

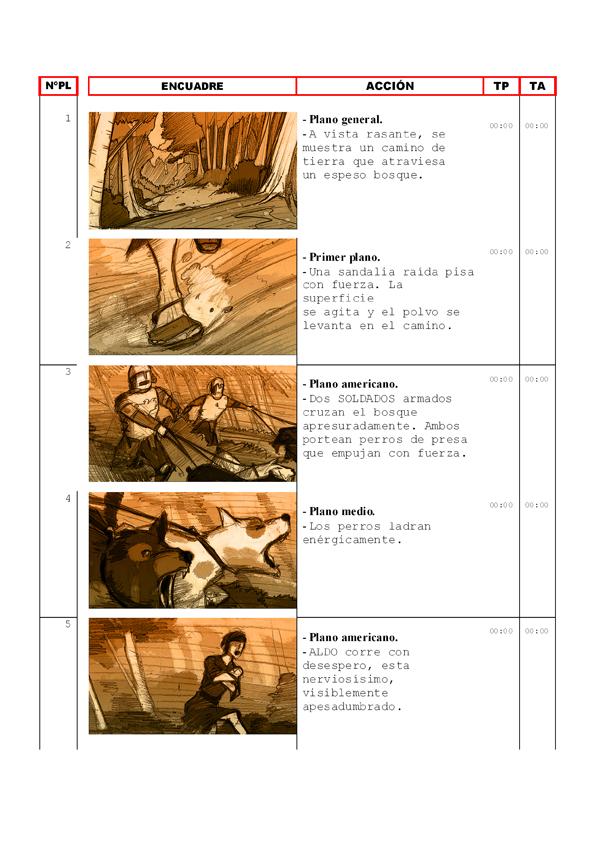
Ejemplo de un guion técnico con guion gráfico

Un guion técnico es un documento de productos que contiene la información necesaria para ejecutar cada uno de los planos que la obra audiovisual requiere.
El guion técnico debe contener el troceo por secuencias y planos. En él se ajusta la puesta en escena, incorporando la planificación e indicaciones técnicas precisas: encuadre, posición de cámara, decoración, sonido, playback, efectos especiales, iluminación, etc.[cita requerida]
En resumen, el guion técnico ofrece todas las indicaciones necesarias para poder realizar el proyecto. Al guion técnico le sigue un bloque que contiene la descripción de la acción, de los actores, sus diálogos, efectos, músicas, ambiente y las características para la toma de sonido: sincrónico, referencia, muda o playback.

## El guion técnico
En la escritura del guion técnico con frecuencia se adoptan una serie de marcas formales con el fin de identificar los elementos de realización que quieren fijarse. Algunas de estas pueden ser:
- Anotaciones sobre el texto del guion.
- Cada cambio de escenario: se cambia la hoja para no caer en lo cotidiano.
- Cambios de plano: línea horizontal.
- Cambios de bloque o secuencia: línea doble de distinto color.
- Datos de cámara en la columna de la acción: plano; indicando definición, tamaño, angulación, movimiento, altura, modo de transición y diálogos.
- Música y efectos: se anotan a derecha de página abriendo un corchete que abarque la parte del guion que ocupa.
- Nombre del personaje: subrayado.
- Contener los siguientes apartados: nombre del escenario, interior/exterior, día/noche, y numeración sucesiva de planos.

Por último, el guion técnico puede completarse con un plano de planta o una planta de cámara en los cuales se especifican las posiciones de cámara y orden para las tomas, este método favorece la planificación a producción, iluminación y sonido entre otros equipos. Cuando existen problemas de interpretación de las tomas, se recurre a dibujarlas en un guion gráfico guion gráfico.
Otros modelos de planificación pueden extraerse del sistema soviético de guion técnico que los estudios de cine rusos utilizaban:[cita requerida]
- Número de toma y lugar/decorado.
- Sincronización.
- Observaciones.
- Montajes.